# برادران میراندا
برادران میراندا یک فیلم هندی درام ورزشی هندی زبان است که در سال ۲۰۲۴ به نمایش درآمد، کارگردانی و نویسندگی فیلم را سانجی گوپتا بر عهده داشت. این فیلم که تحت نشان شرکت وایت فیدِر فیلمز تولید شده است، بازیگران اصلی آن هارشواردان رانه و میزان جعفری هستند. فیلم در روز ۲۵ اکتبر ۲۰۲۴ از طریق جیو سینما به نمایش گذاشته شد.